# Hermeuptychia
Genre
Hermeuptychia est un genre américain de lépidoptères (papillons) de la famille des Nymphalidae et de la sous-famille des Satyrinae.

## Systématique
Le genre Hermeuptychia a été décrit par l'entomologiste allemand Walter Forster en 1964.
Son espèce type est Papilio hermes Fabricius, 1775.

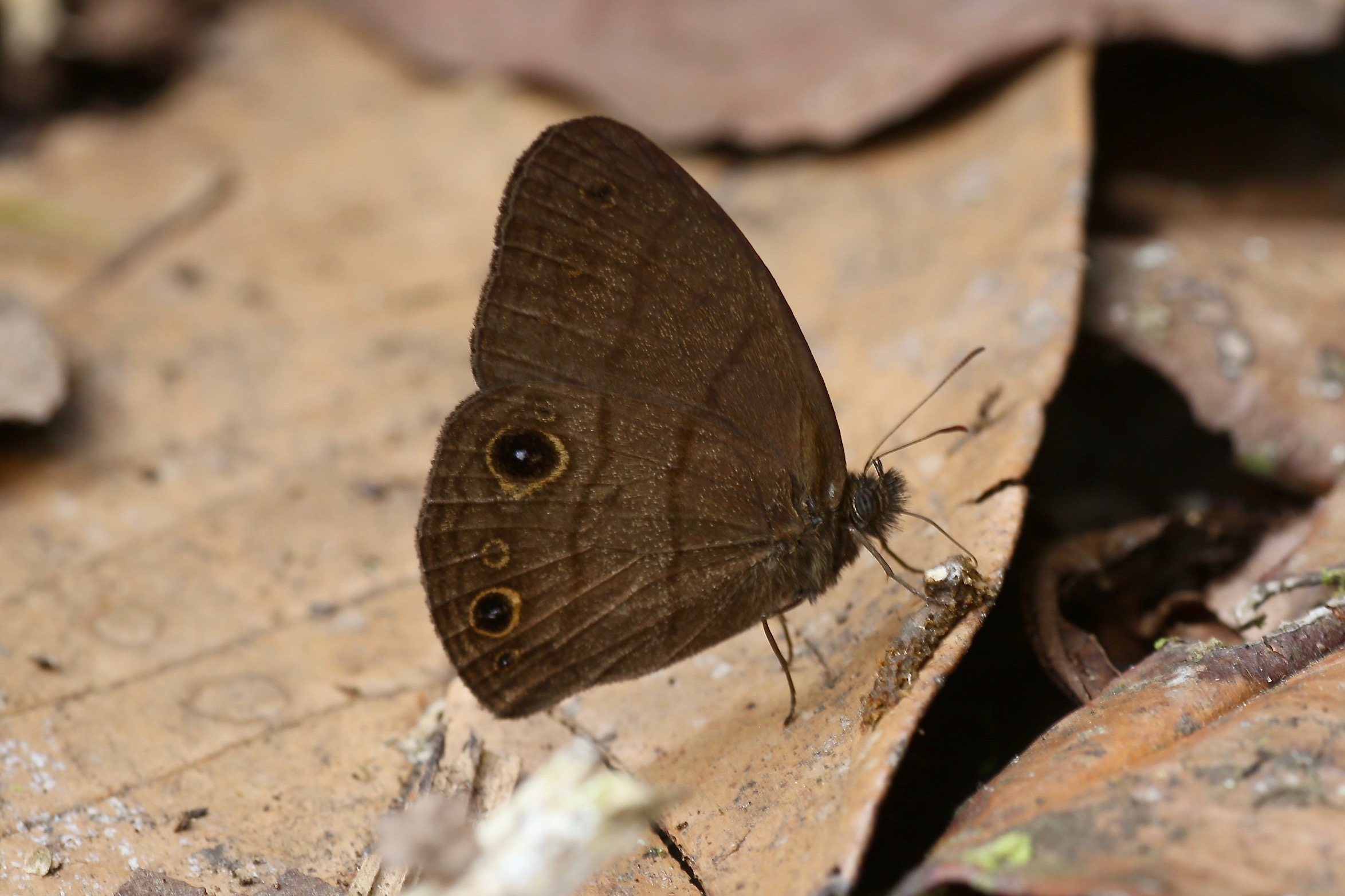
Hermeuptychia harmonia.
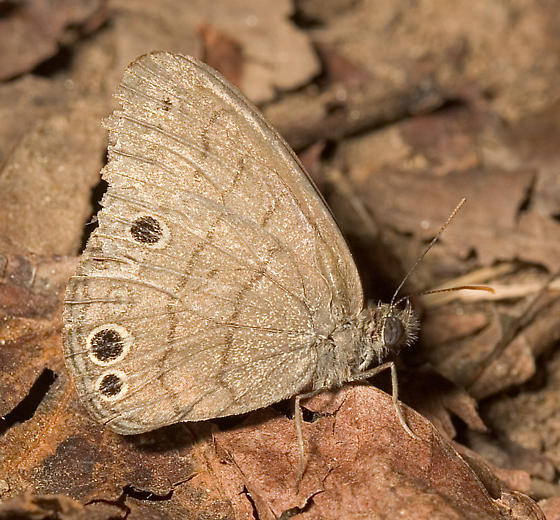
Hermeuptychia sosybius.

## Liste d'espèces
D'après FUNET Tree of Life (14 avril 2019) et Cong & Grishin, 2014 :
- Hermeuptychia atalanta (Butler, 1867) — Venezuela.
- Hermeuptychia cucullina (Weymer, 1911) — Bolivie.
- Hermeuptychia fallax (C. et R. Felder, 1862) — Pérou, Brésil.
- Hermeuptychia harmonia (Butler, 1867) — Costa Rica, Équateur, Colombie.
- Hermeuptychia hermes (Fabricius, 1775) — Brésil, Suriname, Bolivie, Guyane.
- Hermeuptychia hermybius Grishin, 2014 — Sud du Texas, Nord-Est du Mexique[3].
- Hermeuptychia intricata Grishin, 2014 — Sud-Est des États-Unis[3].
- Hermeuptychia maimoune (Butler, 1870) — Pérou.
- Hermeuptychia pimpla (C. & R. Felder, 1862) — Pérou.
- Hermeuptychia sosybius (Fabricius, 1793) — Sud-Est des États-Unis, Mexique.

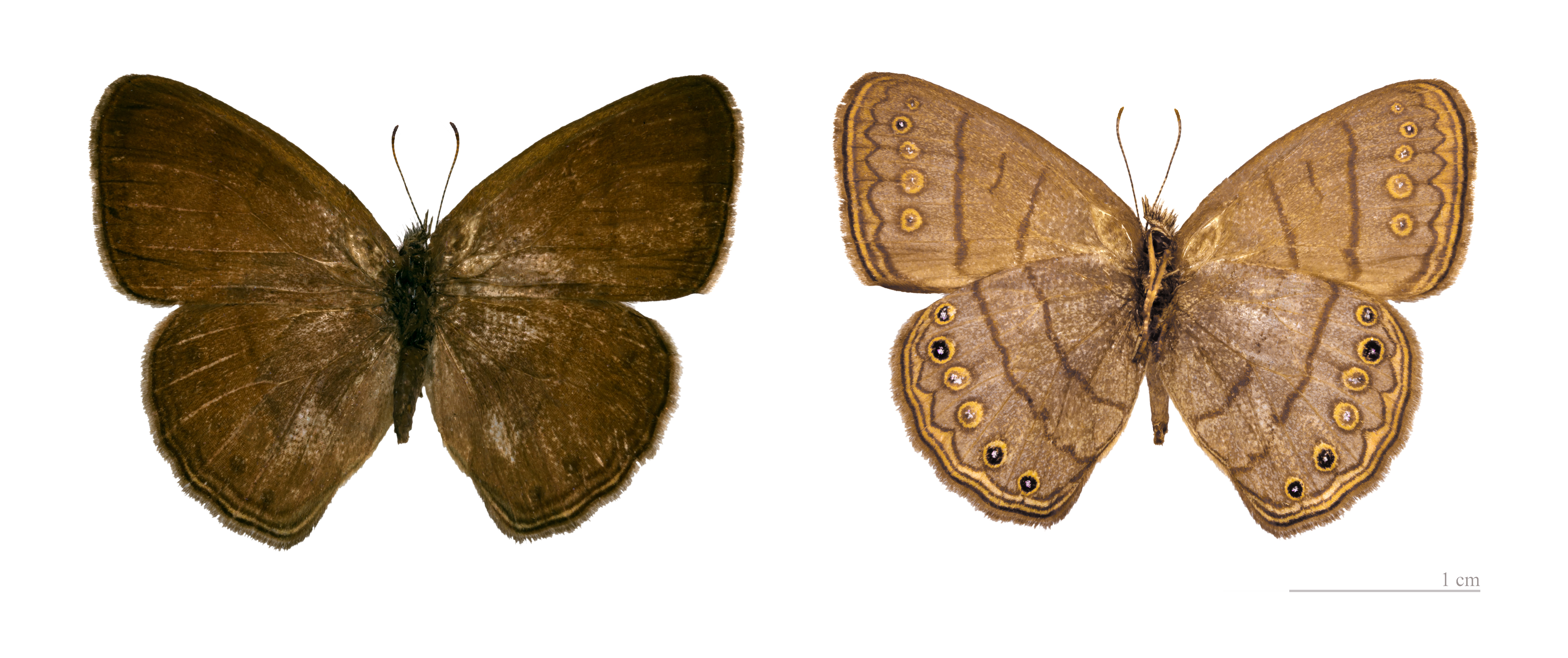
Hermeuptychia hermes, coll. MHNT.
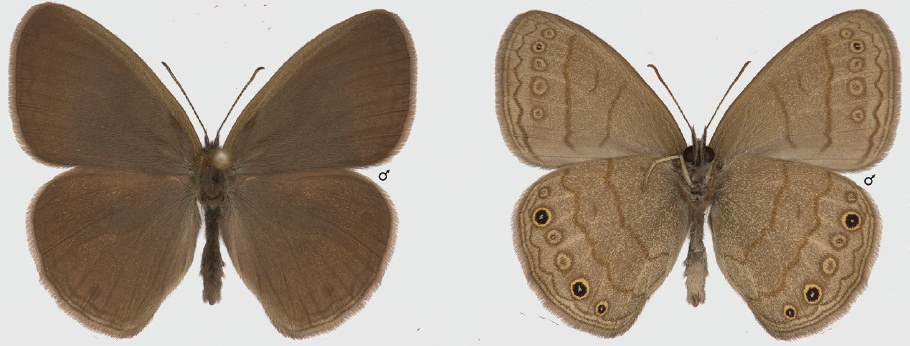
Hermeuptychia hermybius.
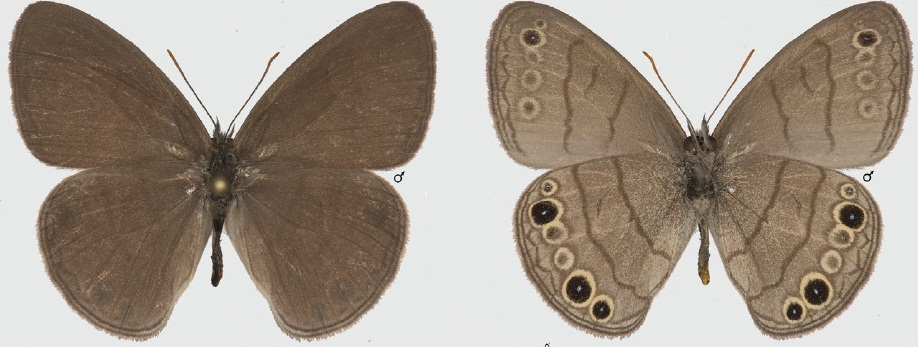
Hermeuptychia intricata.